# Balma de la Margineda

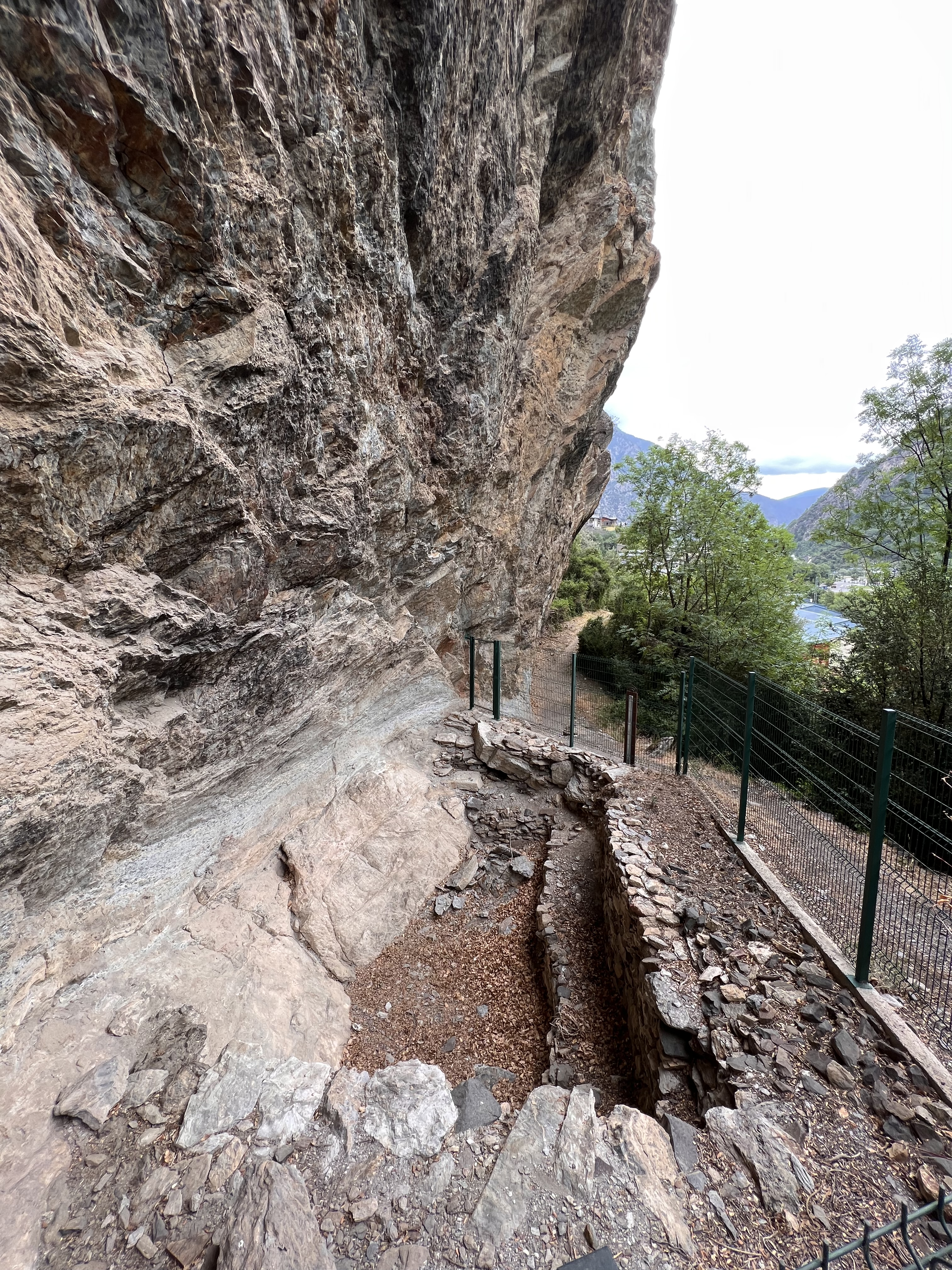
Balma de la Margineda

Die Balma de la Margineda (auch Balma Margineda genannt) ist ein prähistorisch genutzter Abri südlich des Dorfes Santa Coloma d’Andorra  an der Grenze der Orte Sant Julià de Lòria und Andorra la Vella im Süden von Andorra. Die Stätte wurde 1959 vom Archäologen Pere Canturri Montanya entdeckt und von 1979 bis 1991 von den Archäologen Jean Guilaine, Michel Martzluff und Michel Barbaza untersucht.
Der Eingang liegt auf einer Seehöhe von 970 m und rund 30 m oberhalb des  rechten Flussufers des Valira. Der Abri ist 20 m lang und bis zu 7,0 m tief.
Die Sedimentschichten reichen vom Epipaläolithikum bis zum Neolithikum. Die epipaläolithischen Schichten sind mehr als 10.000 Jahre alt und bilden die älteste Spur des Menschen in Andorra.
Der Abri steht als „bé d’interès cultural“ unter Denkmalschutz.